# ルナル・ハウゲ
ルナル・ハウゲ（Runar Hauge, 2001年9月1日 - ）は、ノルウェー・ヌールラン県ボードー出身のサッカー選手。スコティッシュ・プレミアシップ・ハイバーニアンFC所属。ポジションはMF。
イェンス・ペッター・ハウゲは実兄にあたる。

## クラブ経歴
2017年に16歳でFKボデ/グリムトのトップチームに昇格。10月28日のアデコリーガエン (2部リーグ)のアサネ・フォトボル戦で、後半22分に兄との交代で起用されプロデビュー。2020年シーズンはグロルドIFにローン移籍でプレー。10試合2ゴールを記録したところでボデ/グリムトに復帰。8試合で起用されトップリーグ初優勝を経験。2021年シーズンは再び2部リーグのILストゥールダールス＝ブリンク (IL Stjørdals-Blink)でローン移籍でプレーし、23試合3ゴールを記録した。
2022年1月31日、ハイバーニアンFCと3年半の契約を締結したことが発表された。

## 代表経歴
プロデビュー前の2016年から、各ユース世代のノルウェー代表に随時招集。2018年にはU-17代表でUEFA U-17欧州選手権に出場した。